# 13329 Davidhardy
13329 Davidhardy este un asteroid din centura principală de asteroizi.

## Descriere
13329 Davidhardy este un asteroid din centura principală de asteroizi. A fost descoperit pe 20 septembrie 1998 la Kitt Peak National Observatory în cadrul proiectului Spacewatch. Asteroidul prezintă o orbită caracterizată de o semiaxă mare de 2,96 ua, o excentricitate de 0,08 și o înclinație de 6,5° în raport cu ecliptica.